# Lista de nomeações à Suprema Corte dos Estados Unidos
A Suprema Corte dos Estados Unidos é a mais alta instância do sistema judiciário federal dos Estados Unidos. Prevista pelo Artigo III da Constituição dos Estados Unidos, a Suprema Corte foi estabelecida formalmente pelo 1º Congresso dos Estados Unidos através da Lei do Judiciário de 1789, que especificou sua jurisdição original e de apelação, criou 13 distritos judiciais e determinou a membresia da corte em seis magistrados — sendo um juiz principal (o Chefe de Justiça) e cinco Juízes associados.
O Artigo II da Constituição estadunidense concede plenos poderes ao Presidente dos Estados Unidos para indicar e, com o conselho e consentimento do Senado, empossar juízes na Suprema Corte. As indicações presidenciais à Suprema Corte são oficializadas quando o Senado recebe formalmente a respectiva carta de nomeação assinada pelo próprio Presidente. Desde 1789, houve 165 indicações formais (de 146 magistrados) à Suprema Corte estadunidense; 128 deles (123 magistrados) foram confirmados pelo Senado e empossados no cargo. A indicação mais recente a ser confirmada foi a de Ketanji Brown Jackson por Joe Biden em 2022. Dos 37 nomes que não obtiveram a confirmação, 11 foram rejeitados nas votações nominais do Senado, 12 foram retirados pela Casa Branca e 14 caducaram conforme o encerramento do ano legislativo. Contudo, há ainda sete indicados à Suprema Corte que recusaram a nomeação ou morreram antes de assumir o cargo.

## Nomeações à Suprema Corte dos Estados Unidos
| Nomeações à Suprema Corte dos Estados Unidos | Nomeações à Suprema Corte dos Estados Unidos | Nomeações à Suprema Corte dos Estados Unidos | Nomeações à Suprema Corte dos Estados Unidos | Nomeações à Suprema Corte dos Estados Unidos | Nomeações à Suprema Corte dos Estados Unidos | Nomeações à Suprema Corte dos Estados Unidos | Nomeações à Suprema Corte dos Estados Unidos |
| Indicado                                     | Presidente                                   | Presidente                                   | Sucessão                                     | Nomeação                                     | Nomeação                                     | Nomeação                                     |                                              |
| Nome                                         | Presidente                                   | Partido                                      | Juiz antecessor                              | Maioria do Senado                            | Data                                         | Resultado                                    |                                              |
| -------------------------------------------- | -------------------------------------------- | -------------------------------------------- | -------------------------------------------- | -------------------------------------------- | -------------------------------------------- | -------------------------------------------- | -------------------------------------------- |
| Hugo Black                                   | Roosevelt                                    | Democrata                                    | Van Devanter                                 | Democrata                                    | 12 de agosto de 1937                         | Confirmado (63–16) 17 de agosto de 1937      |                                              |
| Stanley Forman Reed                          | Roosevelt                                    | Democrata                                    | Sutherland                                   | Democrata                                    | 15 de janeiro de 1938                        | Confirmado 25 de janeiro de 1938             |                                              |
| Felix Frankfurter                            | Roosevelt                                    | Democrata                                    | Cardozo                                      | Democrata                                    | 5 de janeiro de 1939                         | Confirmado 17 de janeiro de 1939             |                                              |
| William O. Douglas                           | Roosevelt                                    | Democrata                                    | Brandeis                                     | Democrata                                    | 20 de março de 1939                          | Confirmado 4 de abril de 1939                |                                              |
| Frank Murphy                                 | Roosevelt                                    | Democrata                                    | Butler                                       | Democrata                                    | 4 de janeiro de 1940                         | Confirmado 16 de janeiro de 1940             |                                              |
| Harlan F. Stone                              | Roosevelt                                    | Democrata                                    | Hughes                                       | Democrata                                    | 12 de junho de 1941                          | Confirmado 27 de junho de 1941               |                                              |
| James F. Byrnes                              | Roosevelt                                    | Democrata                                    | McReynolds                                   | Democrata                                    | 12 de junho de 1941                          | Confirmado 12 de junho de 1941               |                                              |
| Robert H. Jackson                            | Roosevelt                                    | Democrata                                    | Stone                                        | Democrata                                    | 12 de junho de 1941                          | Confirmado 7 de julho de 1941                |                                              |
| Wiley Rutledge                               | Roosevelt                                    | Democrata                                    | Byrnes                                       | Democrata                                    | 11 de janeiro de 1943                        | Confirmado 8 de fevereiro de 1943            |                                              |
| Harold Hitz Burton                           | Truman                                       | Democrata                                    | O. Roberts                                   | Democrata                                    | 19 de setembro de 1945                       | Confirmado 19 de setembro de 1945            |                                              |
| Fred M. Vinson                               | Truman                                       | Democrata                                    | Stone                                        | Democrata                                    | 6 de junho de 1946                           | Confirmado 20 de junho de 1946               |                                              |
| Tom C. Clark                                 | Truman                                       | Democrata                                    | Murphy                                       | Democrata                                    | 2 de agosto de 1949                          | Confirmado 8 de agosto de 1949               |                                              |
| Sherman Minton                               | Truman                                       | Democrata                                    | W. Rutledge                                  | Democrata                                    | 15 de setembro de 1949                       | Confirmado 4 de outubro de 1949              |                                              |
| Earl Warren                                  | Eisenhower                                   | Republicano                                  | Vinson                                       | Republicano                                  | 11 de janeiro de 1954                        | Confirmado 1 de março de 1954                |                                              |
| John Marshall Harlan II                      | Eisenhower                                   | Republicano                                  | R. Jackson                                   | Republicano                                  | 9 de novembro de 1954                        | Expirado                                     |                                              |
| John Marshall Harlan II                      | Eisenhower                                   | Republicano                                  | R. Jackson                                   | Democrata                                    | 10 de janeiro de 1955                        | Confirmado 16 de março de 1955               |                                              |
| William J. Brennan Jr.                       | Eisenhower                                   | Republicano                                  | Minton                                       | Democrata                                    | 14 de janeiro de 1957                        | Confirmado 19 de março de 1957               |                                              |
| Charles Evans Whittaker                      | Eisenhower                                   | Republicano                                  | Reed                                         | Democrata                                    | 2 de março de 1957                           | Confirmado 19 de março de 1957               |                                              |
| Potter Stewart                               | Eisenhower                                   | Republicano                                  | Burton                                       | Democrata                                    | 17 de janeiro de 1959                        | Confirmado 5 de maio de 1959                 |                                              |
| Byron White                                  | Kennedy                                      | Democrata                                    | Whittaker                                    | Democrata                                    | 3 de abril de 1962                           | Confirmado 11 de abril de 1962               |                                              |
| Arthur Goldberg                              | Kennedy                                      | Democrata                                    | Frankfurter                                  | Democrata                                    | 31 de agosto de 1962                         | Confirmado 25 de setembro de 1962            |                                              |
| Abe Fortas                                   | B. Johnson                                   | Democrata                                    | Goldberg                                     | Democrata                                    | 28 de julho de 1965                          | Confirmado 11 de agosto de 1965              |                                              |
| Thurgood Marshall                            | B. Johnson                                   | Democrata                                    | Clark                                        | Democrata                                    | 13 de junho de 1967                          | Confirmado 30 de agosto de 1967              |                                              |
| Abe Fortas                                   | B. Johnson                                   | Democrata                                    | Warren                                       | Democrata                                    | 26 de junho de 1968                          | Confirmado 2 de outubro de 1968              |                                              |
| Homer Thornberry                             | B. Johnson                                   | Democrata                                    | Fortas                                       | Democrata                                    | 26 de junho de 1968                          | Retirada 2 de outubro de 1968                |                                              |
| Warren E. Burger                             | Nixon                                        | Republicano                                  | Warren                                       | Democrata                                    | 23 de maio de 1969                           | Confirmado 9 de junho de 1969                |                                              |
| Clement Haynsworth                           | Nixon                                        | Republicano                                  | Fortas                                       | Democrata                                    | 21 de agosto de 1969                         | Rejeitado 21 de novembro de 1969             |                                              |
| G. Harrold Carswell                          | Nixon                                        | Republicano                                  | Fortas                                       | Democrata                                    | 19 de janeiro de 1970                        | Rejeitado 8 de abril de 1970                 |                                              |
| Harry Blackmun                               | Nixon                                        | Republicano                                  | Fortas                                       | Democrata                                    | 15 de abril de 1970                          | Confirmado 12 de maio de 1970                |                                              |
| Lewis F. Powell Jr.                          | Nixon                                        | Republicano                                  | H. Black                                     | Democrata                                    | 22 de outubro de 1971                        | Confirmado 6 de dezembro de 1971             |                                              |
| William Rehnquist                            | Nixon                                        | Republicano                                  | J. Harlan II                                 | Democrata                                    | 22 de outubro de 1971                        | Confirmado 10 de dezembro de 1971            |                                              |
| John Paul Stevens                            | Ford                                         | Republicano                                  | Douglas                                      | Democrata                                    | 28 de novembro de 1975                       | Confirmado 17 de dezembro de 1975            |                                              |
| Sandra Day O'Connor                          | Reagan                                       | Republicano                                  | Stewart                                      | Republicano                                  | 19 de agosto de 1981                         | Confirmado 21 de setembro de 1981            |                                              |
| William Rehnquist                            | Reagan                                       | Republicano                                  | Burger                                       | Republicano                                  | 20 de junho de 1986                          | Confirmado 17 de setembro de 1986            |                                              |
| Antonin Scalia                               | Reagan                                       | Republicano                                  | Rehnquist                                    | Republicano                                  | 24 de junho de 1986                          | Confirmado 17 de setembro de 1986            |                                              |
| Robert Bork                                  | Reagan                                       | Republicano                                  | Powell                                       | Democrata                                    | 1 de julho de 1987                           | Rejeitado 23 de outubro de 1987              |                                              |
| Anthony Kennedy                              | Reagan                                       | Republicano                                  | Powell                                       | Democrata                                    | 30 de novembro de 1987                       | Confirmado 3 de fevereiro de 1988            |                                              |
| David Souter                                 | H. W. Bush                                   | Republicano                                  | Brennan                                      | Democrata                                    | 25 de julho de 1990                          | Confirmado 2 de outubro de 1990              |                                              |
| Clarence Thomas                              | H. W. Bush                                   | Republicano                                  | T. Marshall                                  | Democrata                                    | 8 de julho de 1991                           | Confirmado 15 de outubro de 1991             |                                              |
| Ruth Bader Ginsburg                          | Clinton                                      | Democrata                                    | B. White                                     | Democrata                                    | 22 de junho de 1993                          | Confirmado 3 de agosto de 1993               |                                              |
| Stephen Breyer                               | Clinton                                      | Democrata                                    | Blackmun                                     | Democrata                                    | 17 de maio de 1994                           | Confirmado 29 de julho de 1994               |                                              |
| John Roberts                                 | W. Bush                                      | Republicano                                  | O'Connor                                     | Republicano                                  | 29 de julho de 2005                          | Retirado 6 de setembro de 2005               |                                              |
| John Roberts                                 | W. Bush                                      | Republicano                                  | Rehnquist                                    | Republicano                                  | 6 de setembro de 2005                        | Confirmado 29 de setembro de 2005            |                                              |
| Harriet Miers                                | W. Bush                                      | Republicano                                  | O'Connor                                     | Republicano                                  | 7 de outubro de 2005                         | Retirado 28 de outubro de 2005               |                                              |
| Samuel Alito                                 | W. Bush                                      | Republicano                                  | O'Connor                                     | Republicano                                  | 10 de novembro de 2005                       | Confirmado 31 de janeiro de 2006             |                                              |
| Sonia Sotomayor                              | Obama                                        | Democrata                                    | Souter                                       | Democrata                                    | 1 de junho de 2009                           | Confirmado 6 de agosto de 2009               |                                              |
| Elena Kagan                                  | Obama                                        | Democrata                                    | Stevens                                      | Democrata                                    | 10 de maio de 2010                           | Confirmado 5 de agosto de 2010               |                                              |
| Merrick Garland                              | Obama                                        | Democrata                                    | Scalia                                       | Republicano                                  | 16 de março de 2016                          | Expirado                                     |                                              |
| Neil Gorsuch                                 | Trump                                        | Republicano                                  | Scalia                                       | Republicano                                  | 1 de fevereiro de 2017                       | Confirmado 7 de abril de 2017                |                                              |
| Brett Kavanaugh                              | Trump                                        | Republicano                                  | Kennedy                                      | Republicano                                  | 10 de julho de 2018                          | Confirmado 6 de outubro de 2018              |                                              |
| Amy Coney Barrett                            | Trump                                        | Republicano                                  | Ginsburg                                     | Republicano                                  | 29 de setembro de 2020                       | Confirmado 26 de outubro de 2020             |                                              |
| Ketanji Brown Jackson                        | Biden                                        | Democrata                                    | Breyer                                       | Democrata                                    | 28 de fevereiro de 2022                      | Confirmado 7 de abril de 2022                |                                              |